# Shy Away
〈Shy Away〉是美国音乐组合二十一名飞行员创作并录制的歌曲。歌曲于2021年4月7日透过拉麵工坊发行，是其第六张录音室专辑《密碼解鎖》的主打单曲。歌曲的音乐视频由Miles Cable和AJ Favicchio执导，与单曲同时发行。

## 背景
乐队主唱泰勒·约瑟夫为他的弟弟Jay Joseph创作了〈Shy Away〉，作为关于如何操作录音棚的教程。 在录制过程中，约瑟夫的女儿发出了一声咕咕声，约瑟夫决定将其保留在歌曲中。
这首歌是在2019冠状病毒病疫情期间进行远程交流时创作的，因为疫情限制了乐队成员之间的互动。它在乐队第六张录音室专辑《密碼解鎖》发行前两天发行。

## 作品
〈Shy Away〉是一首“动感十足”的合成器流行、另类摇滚、独立摇滚和流行摇滚歌曲，时长2分55秒。根据阿尔弗雷德音乐出版在Musicnotes.com上发布的乐谱，歌曲采用拍号为四四拍，速度 (音樂)为每分钟196拍。〈Shy Away〉的音调为C大调，而约瑟夫的音域跨越了一个八度和四个音符，从低音E3到高音A4。
这首歌包含一段“简短但有品位”的半拍间奏，适合“硬核歌迷”，并被拿来与鼓擊樂團和凤凰乐队等艺人进行比较。它被认为是乐队欢快的歌曲之一，并且大量使用合成器，融合了电子音乐、流行音乐和独立摇滚音乐的元素。

## 音乐视频
这首歌的音乐视频由Miles Cable和AJ Favicchio执导，与歌曲同时发行。视频展示了乐队的新“时代”的新配色方案：鲜艳的浅蓝色、粉色和偶尔出现的黄色。截至2024年4月，该视频在YouTube上的观看次数已超过5400万次。

## 商业表现
在仅仅跟踪两天内，〈Shy Away〉就空降美国告示牌的热门摇滚和另类歌曲榜榜单第20位，最高到达第7位。在另类电台歌曲榜榜单上，这首歌的排名攀升至第1位，并在榜首位置停留了8周。在摇滚电台歌曲榜榜单上，这首歌也达到了第1位。在第一个完整跟踪周内，它在英国和爱尔兰的排名均达到了第56位，并最终在立陶宛的排名达到了第36位。在2021年4月24日的榜单上，这首歌首次登上美国公告牌百强单曲榜榜单，排名第87位，也是该专辑中唯一一首上榜的歌曲，之后一周便跌出榜单。

## 制作人员
名单来自《密码解锁》的内页注释。
- 泰勒·约瑟夫 – 主唱、吉他、贝斯、键盘、合成器、编程、制作
- 乔什·邓 – 鼓、打击乐器、和声

## 榜单
| 榜单（2021年）                         | 最高 排名 |
| -------------------------------------- | --------- |
| 奥地利（Ö3四十强单曲榜）               | 57        |
| 比利时佛兰德（Ultratip榜外單曲榜）     | 4         |
| 加拿大（Canadian Hot 100）             | 67        |
| 加拿大（《告示牌》Canada Rock）        | 14        |
| 克罗地亚（克罗地亚广播电视台）         | 99        |
| 捷克（電台百強單曲榜）                 | 15        |
| 捷克（百強數位單曲榜）                 | 35        |
| 全球（Billboard Global 200）           | 73        |
| 匈牙利（四十強串流榜）                 | 32        |
| 爱尔兰（爱尔兰唱片音乐协会单曲榜）     | 56        |
| 立陶宛（AGATA单曲榜）                  | 36        |
| 新西兰（新西兰唱片音乐协会热门单曲榜） | 9         |
| 斯洛伐克（百強數位單曲榜）             | 38        |
| 瑞典（瑞典最热榜Heatseeker）           | 11        |
| 瑞士（瑞士热门音乐榜）                 | 90        |
| 英國（官方榜单公司單曲榜）             | 56        |
| 美国（《告示牌》百大單曲榜）           | 87        |
| 美國（《告示牌》Hot Rock Songs）       | 7         |
| 美國（《告示牌》Rock Airplay）         | 1         |

| 榜单（2021年）                                 | 排名 |
| ---------------------------------------------- | ---- |
| 美国（《公告牌》Hot Rock & Alternative Songs） | 31   |
| 美国（《公告牌》Rock Airplay）                 | 7    |

## 认证
| 地區                   | 认证 | 认证单位/销量 |
| ---------------------- | ---- | ------------- |
| 巴西（巴西唱片業協會） | 白金 | 40,000‡       |
| 美国（美國唱片業協會） | 金   | 500,000‡      |
| ‡僅含認證的+實際銷量   |      |               |